# Чэнду Тяньфу (аэропорт)
Международный аэропорт Чэнду́ Тяньфу́ (кит. упр. 成都天府国际机场, пиньинь Chéngdū Tiānfǔ Guójì Jīchǎng, палл. Чэнду Тяньфу гоцзи цзичан, англ. Chengdu Tianfu International Airport) (ИАТА: TFU, ИКАО: ZUTF) — крупный гражданский аэропорт категории 4F на севере провинции Сычуань, Китайская Народная Республика. Расположен рядом с посёлком Луцзя (кит. 芦葭镇) в уезде Цзяньян, в 50 км к юго-востоку от центра города Чэнду. Совместно с аэропортом Чэнду Шуанлю обслуживают около 90 млн пассажиров в год. Вместе с аэропортом Пекин Дасин стал крупнейшим проектом авиационной инфраструктуры, реализованным в XIII пятилетке.

## История
Строительство аэропорта явилось лишь частью большого инфраструктурного проекта по развитию региона. Это был проект Greenfield aiport — аэропорта «в чистом поле»: для запуска аэропорта одновременно строились жилые микрорайоны, шоссе, линии метрополитена, линии ВСМ, линии водо- и электроснабжения. Чэнду стал третьим городом в материковом Китае, обслуживаемым двумя аэропортами, после Шанхая и Пекина.

### Предварительные этапы
В мае 2011 года администрация провинции Сычуань начала процесс изысканий для выбора местоположения нового аэропорта.
В июне 2013 Администрация Гражданской Авиации Китая утвердила территорию около посёлка Луцзя в уезде Цзяньян для нового аэропорта.
В сентябре 2014 года был проведен конкурс проектов аэропорта. Победителем конкурса стал проект консорциума в составе China Southwest Architectural Design and Research Institute Co., Ltd. и China Civil Aviation Airport Construction Group Co., Ltd. и ADP Ingénierie (дочернего предприятия Groupe ADP). В числе проигравших 6 финалистов были такие известные компании как ARUP и Zaha Hadid Architrects.Основной задачей, которая была поставлена перед проектировщиками была реализация огромной пропускной способности при сохранении соразмерности объекта инфраструктуры человеку.
В январе 2015 года Госсовет КНР утвердил проект нового аэропорта. В июне был готов финальный проект зданий в аэропорту. Впоследствии проект терминалов был достаточно сильно видоизменён, однако ADP продолжала играть значительную роль в проекте.
Общая площадь территории выделенной под аэропорт составляет 50 км²
В сентябре Администрация Гражданской Авиации Китая утвердила официальное название аэропорта: «Международный аэропорт Чэнду́ Тяньфу́».
Инвестиции в создание аэропорта составили более 75 000 000 000 юаней.

### Строительство
В мае 2016 года начались строительные работы на территории будущего аэропорта.
Строительство Т1 началось 29 сентября 2017 года. Подрядчиком выступила China Construction Eighth Engineering Bureau. Одновременно на строительстве терминала работали до 3500 рабочих и 100 менеджеров. Основой здания первого терминала стали 5400 свай. Площадь светопрозрачных фасадов составляет 270 000 м².
Основные строительные работы были завершены 30 мая 2019 года.
Строительством Т2 занималась компания Huaxi Group. Капитальное работы были закончены в августе 2019 года.
В декабре 2018 года между компаниями «Alstom — CRRC Puzhen Bombardier Transportation Systems Limited» (PBTS) и застройщиком и оператором аэропорта «Sichuan Province Airport Group Co. Ltd» был подписан контракт о поставке полного комплекса системы APM для межтерминального пассажирского трансфера. PBTS занималась проектированием, строительством, сборкой и интеграцией системы APM. Позднее был подписан O&M контракт на обслуживание вплоть до 2029 года.
К началу 2020 года были готовы основные здания и сооружения аэропорта, а к маю был достроен главный КДП. В январе 2020 года IATA присвоила аэропорту код TFU.
Структурированная кабельная система аэропорта, объединяющая терминалы аэропорта, 6 датацентров центра управления аэропорта, грузовой логистический центр, штаб пожарных и полицейский штаб, создана и реализована компанией Commscope. Компания реализовала около 80 % информационной кабельной системы аэропорта. Было установлено около 40 000 точек подключения, проложено 4 200 000 метров витой пары и 600 000 метров оптоволоконного кабеля SYSTIMAX. Проект был реализован совместно с Beijing Zhonghang Electronic System Engineering Co., Ltd.
Беспроводная связь 5G в аэропорту реализована по технологии Distributed Massive MIMO с использованием оборудования компании Huawei и гарантирует связь на скоростях около 1Gbps.
Система управления электроснабжением аэропорта построена на технологиях компании ABB. Электроснабжением терминалов находится под контролем ABB i-bus KNX, включающей 19000 переключателей, 600 диммеров, 4000 сенсоров. Кроме того для обеспечения потребностей терминалов электричеством используются ABB i-HD panel, предохранители VD4, защитные системы Relion® 615 series, а также разные виды трансформаторов компании. Кольцевая сеть электроснабжения аэродрома также реализована на технологиях и решениях ABB.
Разработка системы пожаротушения была осложнена большим единым объёмом здания терминала. Стандартные потолочные спринклеры были признаны неэффективными и были смонтированы специальные водяные пушки.
Поставщиком 218 лифтов стала компания Kone.
В качестве основной мебели для пассажиров были установлены более 5000 лавочек SJ9502 компании Guangdong Oshujian Furniture Manufacturing.
Декоративные панели повышенной прочности из сотового алюминия для оформления стен, потолков, фасадов, колонн различных частей аэропорта поставил компания Winsom

### Открытие
3 ноября 2020 года был выполнено первое тестовое приземление в аэропорту. В 10:10 самолёт Cessna 560 приземлился на западной ВПП.
В декабре 2020 года 6 авиакомпаний приняли участие в тестовых полетах через аэропорт.
27 июня 2021 года состоялось официальное открытие. Первым коммерческим рейсом стал взлетевший в 11:25 утра рейс 3U8001 компании Sichuan Airlines в Пекин. Первым приземлившимся коммерческим рейсом стал CA-1947 компании Air China, прилетевший из Шанхая в 14:13.
26 марта 2023 года все международные рейсы из аэропорта Чэнду Шуанлю были переведены в аэропорт Чэнду Тяньфу.

## Характеристики

### Аэродром

Схема аэропорта

Всего в аэропорту расположены 211 стояночных мест.. На аэродроме смонтированы 525 топливных колонок. Система пожаротушения соответствует 10 категории.
ВПП
- 01/19 - длина 4000 метров, ширина 60 метров, плотность - PCR 880/R/A/W/T, материал - бетон
- 02/20 - длина 3200 метров, ширина 45 метров, плотность - PCR 980/R/A/W/T, материал - бетон
- 11 - длина 3800 метров, ширина 45 метров, плотность - PCR 880/R/A/W/T, материал - бетон. Полоса используется только для взлета.[23]

### Дизайн
Дизайн аэропорта разрабатывался китайско-французским консорциумом. Руководящую роль играл China Southwest Architectural Design and Research Institute. Основой дизайна аэропорта послужил традиционный орнамент Культуры Цзиньша — «Птицы Золотого Солнца», найденный в начале 21 века при раскопках в провинции Сычуань.

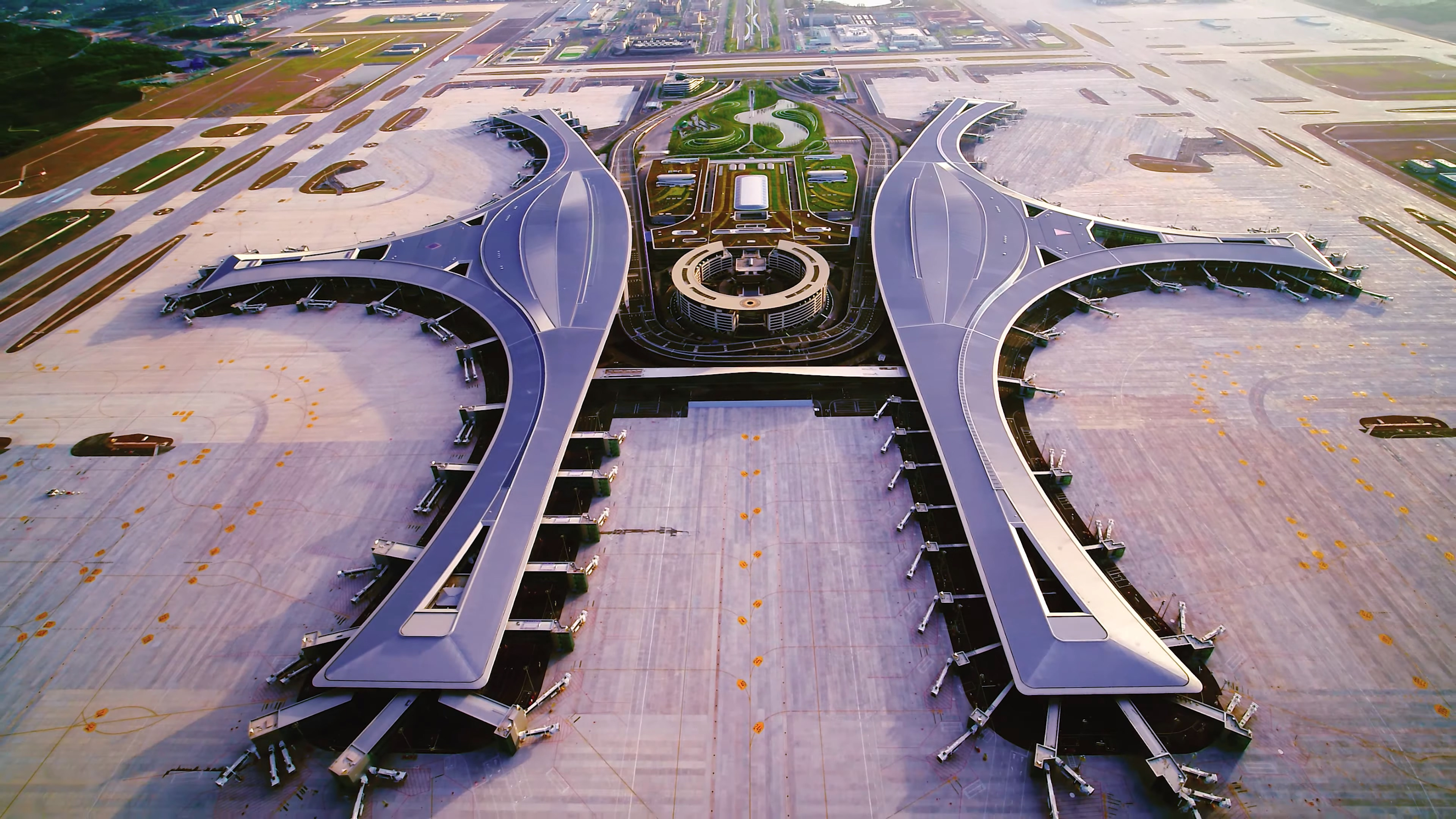
Вид на аэропорт с юго-запада

В создании декоративного оформления залов и коридоров аэропорта принимали участие различные художественные объединения: Sichuan Fine Arts Institute, China Academy of Art, Central Academy of Fine Arts. Совместно с 7 музеями провинции Сычуань были созданы экспозиции и декор, отражающий культуру и историю региона.
Одной из идей при разработке проекта терминалов была интеграция терминала в окружающую природу. В терминалах 1 и 2 располагаются 12 внутренних двориков. Каждый из которых отражает природные зоны провинции Сычуань. В каждом терминале есть центральный большой двор.
В первом терминале компанией Chongqing Meihuan Sculpture Co., Ltd. смонтирована композиция 锦绣蜀山 (англ.: Splendid Shushan).

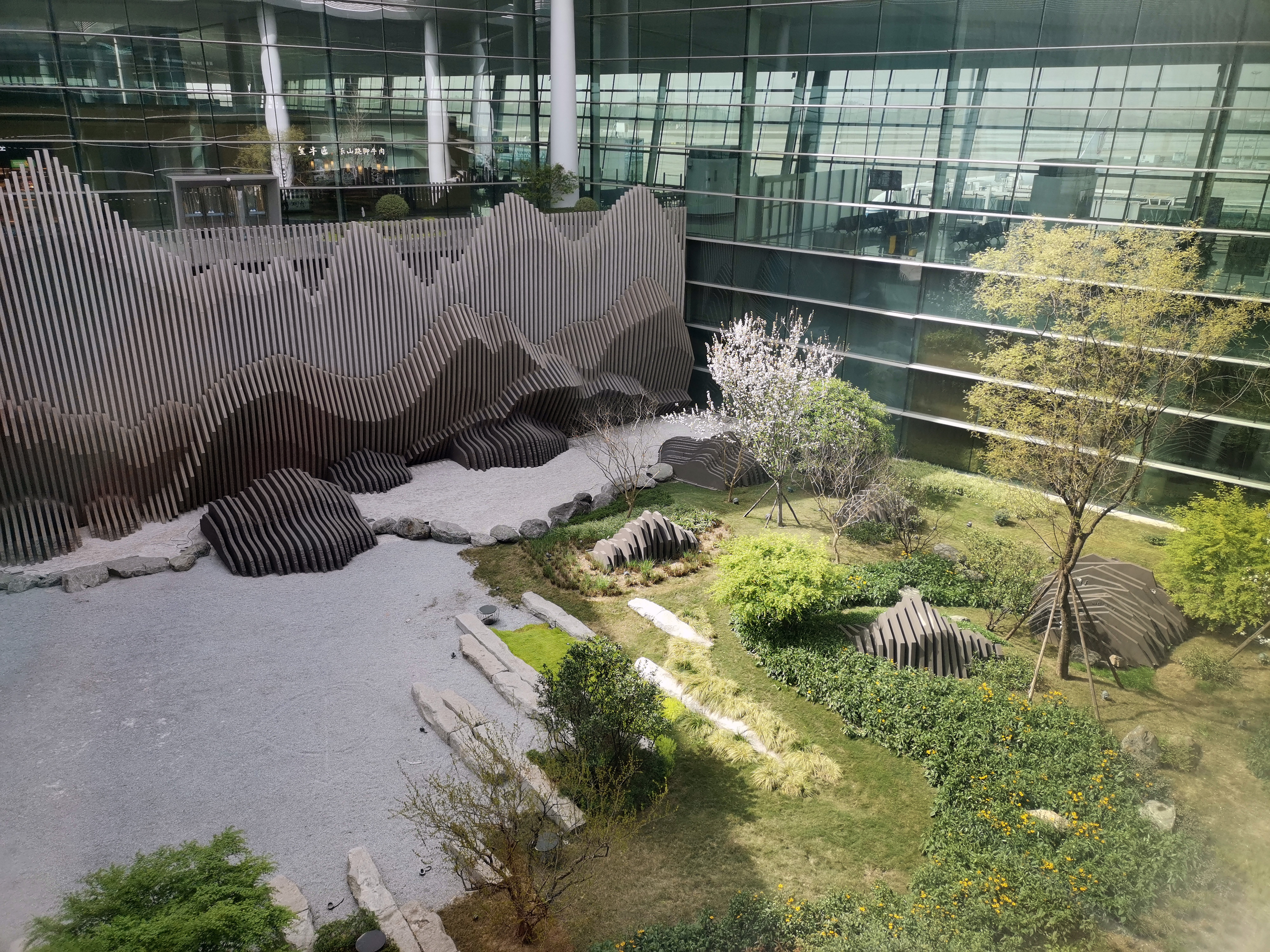
锦绣蜀山 в Т1

В Т2 двор декорирован в стиле храма на горе Цинчэншань — 青城幽径 (англ.:The Secluded Path of Qingcheng).

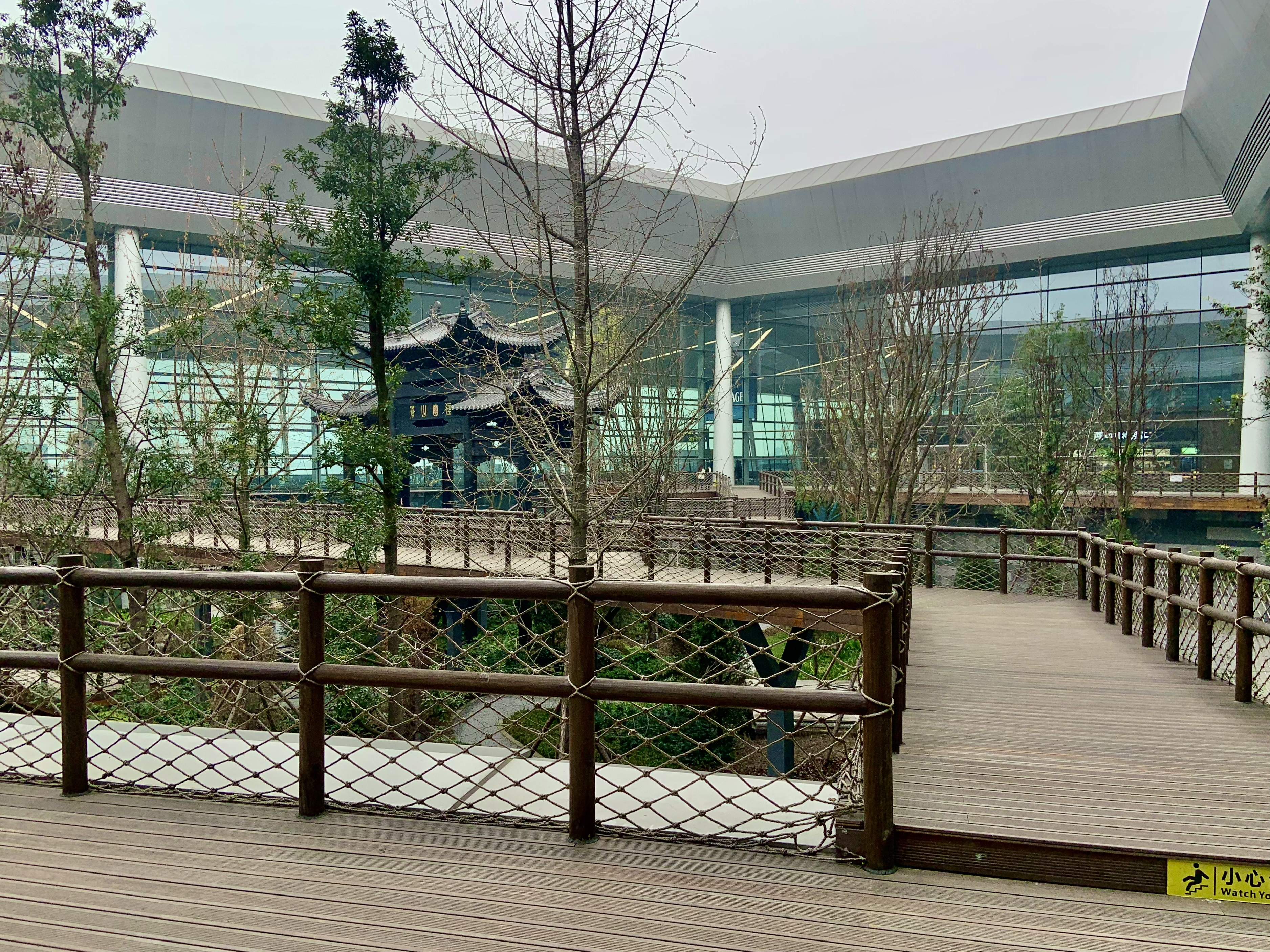
青城幽径 в Т2

Кроме того в каждом терминале есть по 3 малые прогулочные зоны в посадочных конкорсах и 2 видовых садика.

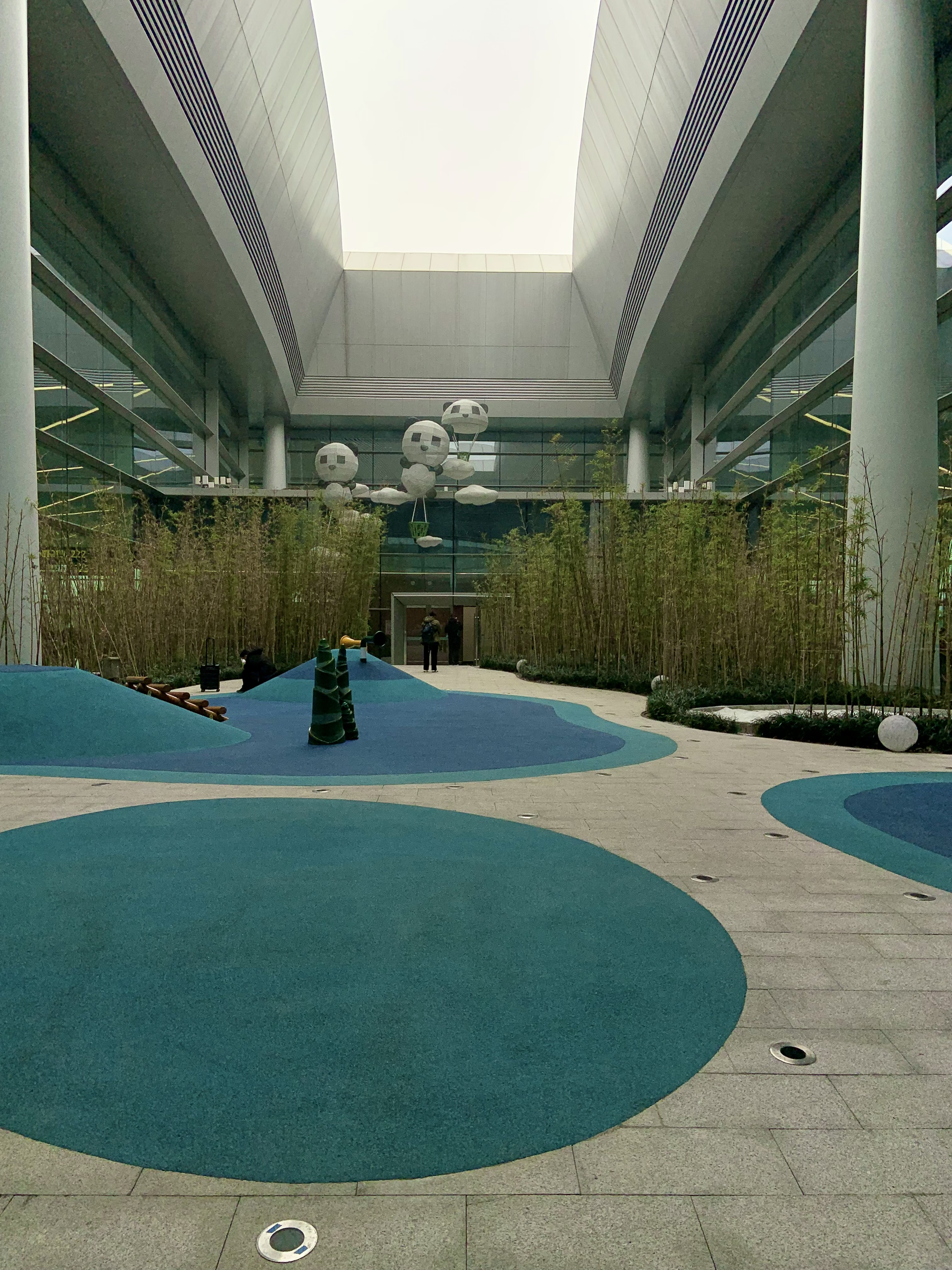
Малый дворик
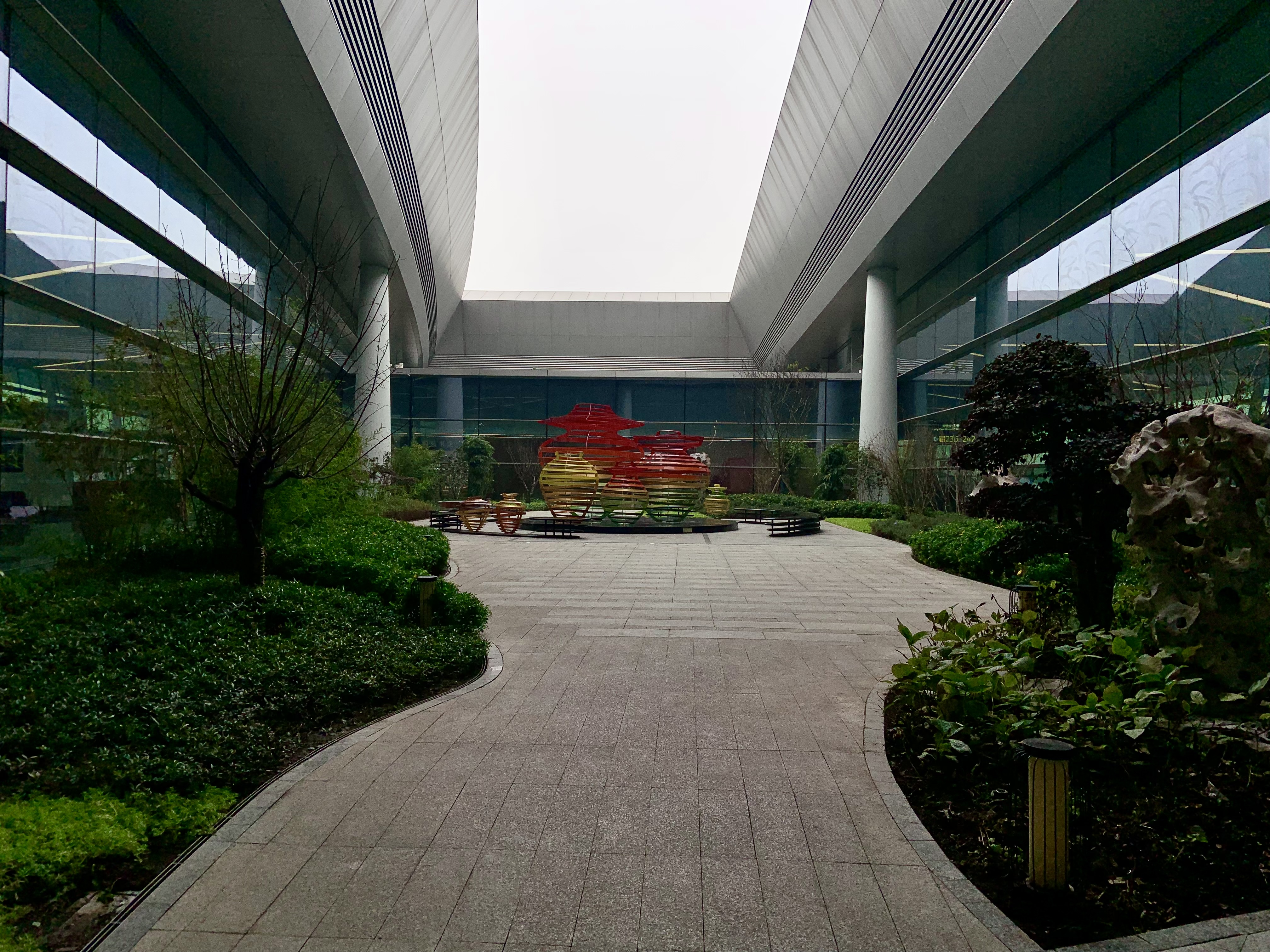
Малый дворик

Основной зал терминала имеет безопорный потолок площадью 30000 м² декор потолка и его световой дизайн имитирует перья птицы, что является отсылкой к общей концепции дизайна аэропорта.

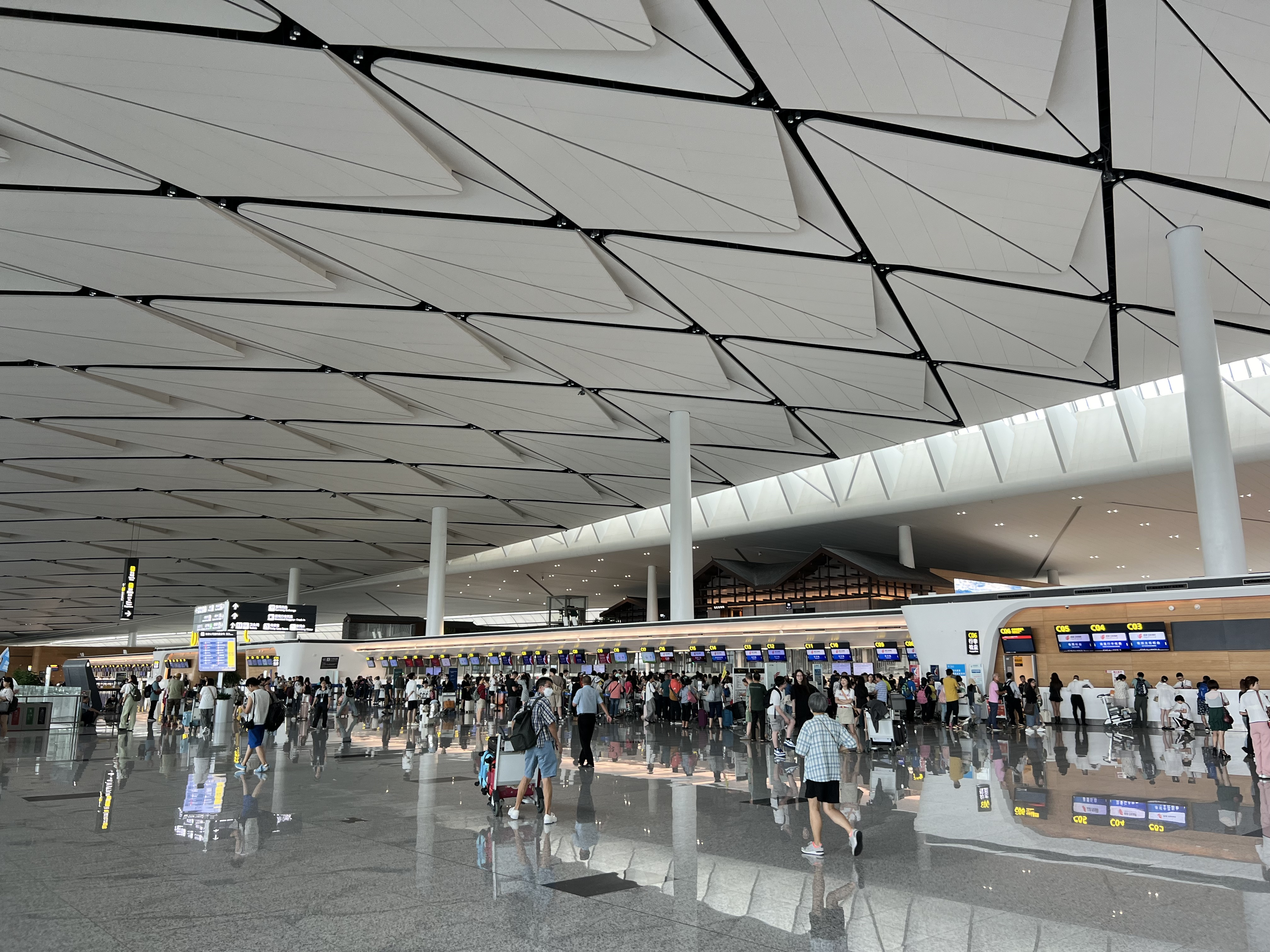
Зал вылета в Т1

Кроме того, сложная форма потолка служит целям звукового дизайна помещения, где, несмотря на большое открытое пространство, реализована возможность зонирования аудиоинформирования. Основными цветами терминалов стали белый, символизирующий небо, и коричневый, обозначающий землю. Так дополнительно подчеркивается, что аэропорт является местом соединения земли и неба.

### Терминалы
Аэропорт спроектирован и строится по мультитерминальному принципу с транспортным хабом (англ.: Ground Transportation Centre — GTC) по центру. Из Т1 в Т2 можно пройти пешком по крытой галерее за 5 минут.

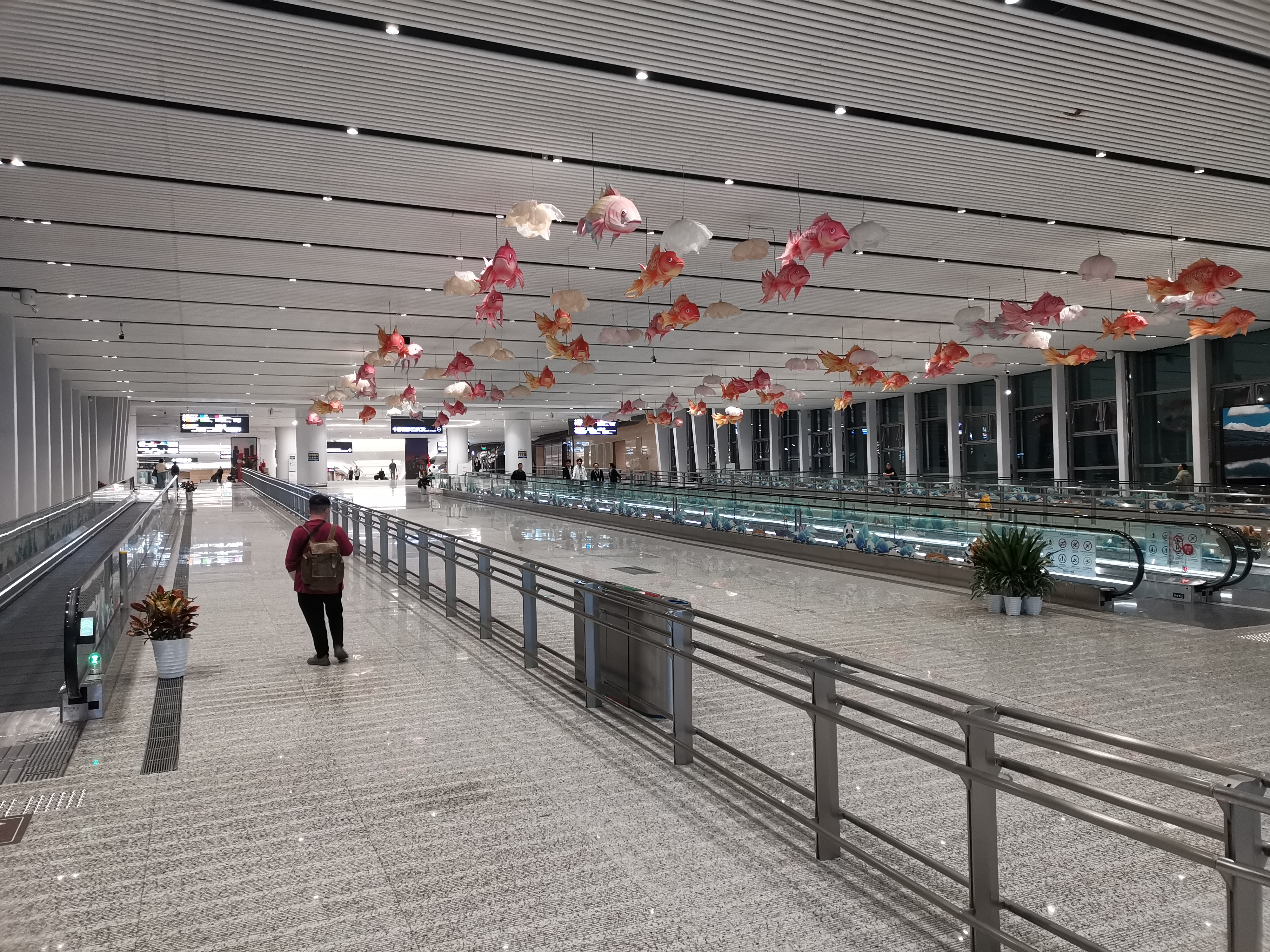
Галерея между Т1 и Т2

Расстояние от стойки регистрации в терминале до гейта не превышает 650 метров.
В терминале расположен VIP lounge авиакомпании Air China площадью 2950м², созданный в рамках крупнейшего для авиакомпании инфраструктурного проекта.
Посадка в самолёты возможна, в частности через 83 телетрапа, примерно половина из которых может обслуживать широкофюзеляжные самолёты.

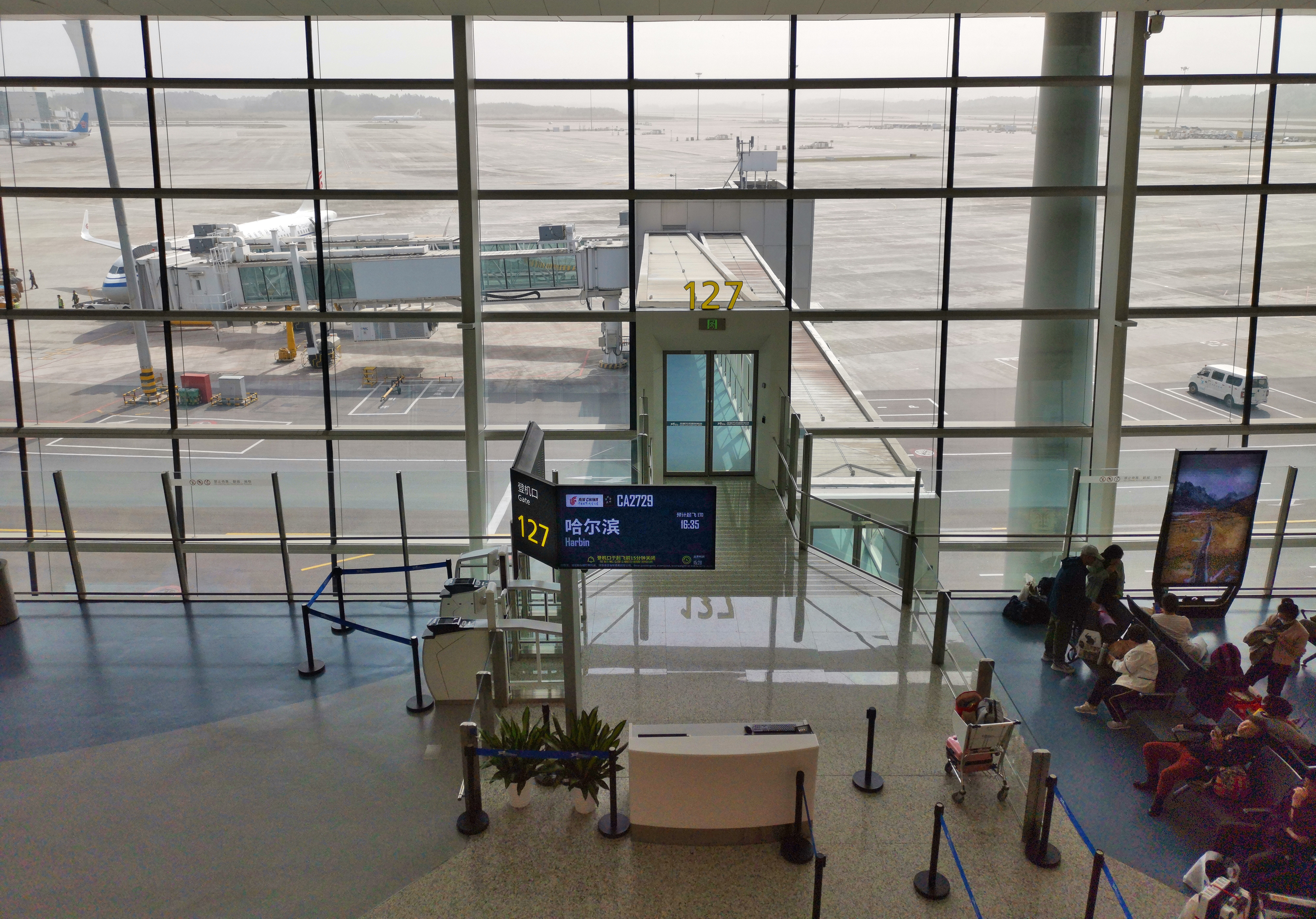
Телетрап в Т1

#### Терминал 1
Обслуживает внутренние и международные рейсы. В нём располагается зона беспошлинной торговли. Длина здания составляет 1283 метра, ширина 520 метров. Здание занимает на земле площадь 126 000м². Площадь подземного этажа 23 900м², суммарная площадь остальных этажей 307 700м². В терминале расположены 68 стоек регистрации, этажом выше расположен фудкорт.

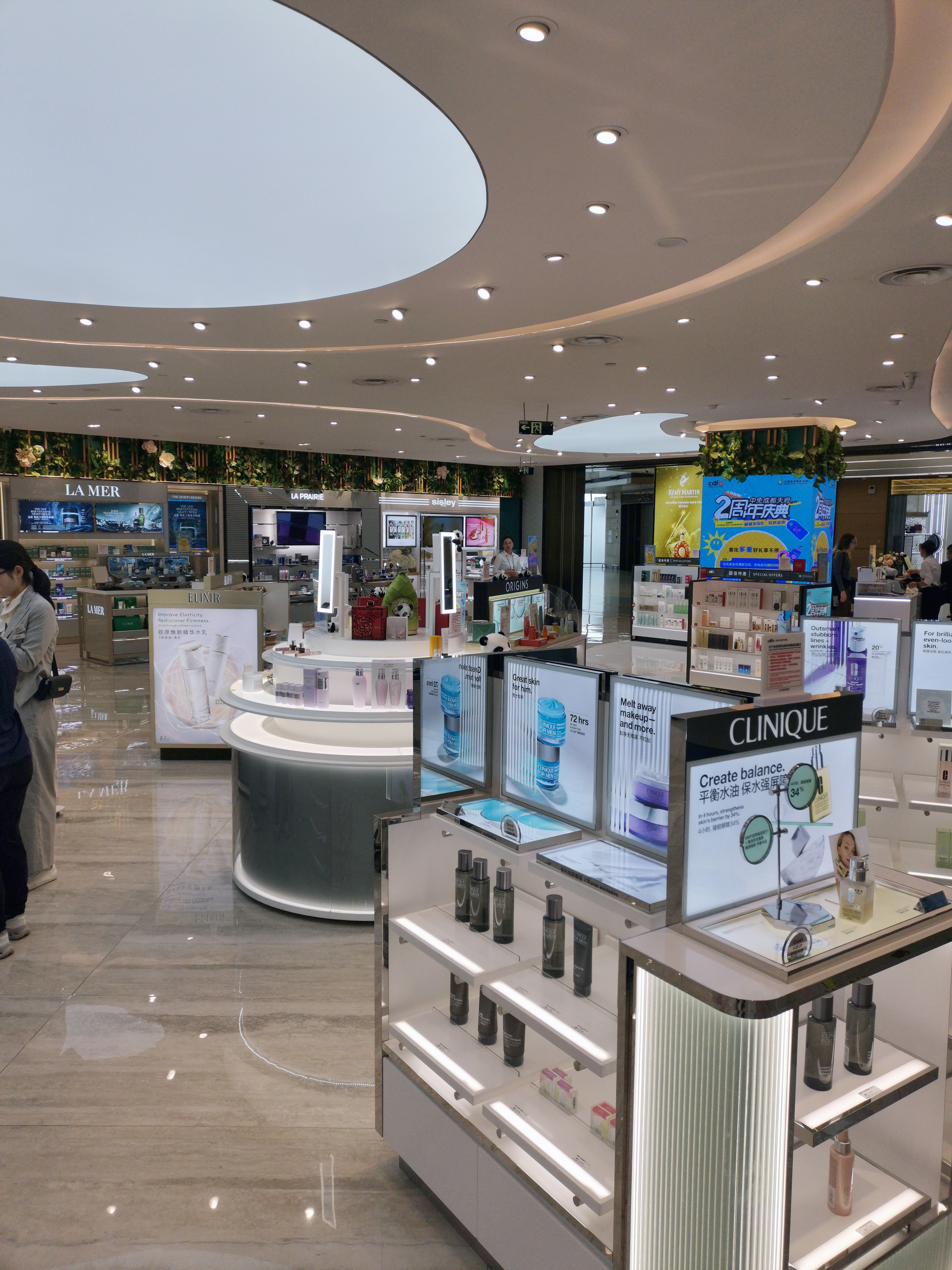
Магазины Duty Free

#### Терминал 2
Обслуживает только внутренние рейсы. Имеет более крупные внутренние дворики. В терминале расположены рекламные лайтбоксы и медиаэкраны разных форм и размером под управлением JCDecaux. Терминал обладает более высокой степенью автоматизации: из 62 стоек регистрации, 36 представляют собой CUSS системы автоматической регистрации и сдачи багажа. В терминале расположены 71 коммерческих предприятия, включая точки питания знаменитых сетей, так и магазины брендов класса люкс.

### Технологии
Контроль деятельностью аэропорта осуществляется из 14 центров контроля, среди которых можно выделить основные: Airport Operations Control Center (AOC), Terminal Area Operations Command Center (TOC), Ground Traffic Management Center (GTC), Emergency Rescue, Freight Management. Для оборудования центров контроля использовались решения компании Barco. В AOC площадью 870 м² расположились 105 рабочих мест, видеостена площадью более 100м² сформирована из RGB Laser ODL-721. В зале оперативных совещаний установлена видеостена из 24 совмещенных панелей UniSee. С помощью решения OpSpace оборудовано в общей сложности 277 рабочих мест.
Контроль воздушного пространства осуществляется с помощью радарной системы аэропорта состоящей из двух главных радаров первичного и вторичного наблюдения компании Eldis
КДП аэропорта управляет воздушным движением аэропорта используя технологии компании Rohde&Schwartz. Компания установила систему коммутации речевой связи VCS-4G c 17 рабочими местами диспетчеров (CWP), а также 240 программно-конфигурируемых радиостанций Series4200.
Связь между сотрудниками аэропорта организована на базе решений Airbus. Используются базовые станции TB3, работающие на частоте 800 MHz по технологии TETRA. Благодаря использованию такого же решения, как и в аэропорту Шуанлю, стала возможна бесшовная коммуникация между абонентскими устройствами находящимися в разных аэропортах.

#### APM
Трансфер между чистыми зонами внутренних рейсов разных терминалов осуществляется посредством беспилотного APM Innovia Monorail 300. Этим же монорельсом, только по другому пути, можно воспользоваться для перемещения между общими зонами разных терминалов. Проходы к платформам монорельса расположены на уровнях L2. Монорельс работает с 5 утра до 0:45 ночи. Всего к 2025 году есть три остановки по 2 платформы каждая. Поддержанием работы монорельса по O&M контракту в период с 2021 по 2029 год занимается строившая его компания PBTS. Стоимость обслуживания по контракту составляет 24,62 млн долларов. Это первый O&M контракт для PBTS в Китае.

#### Система обработки багажа
Система обработки багажа построена частично по принципу независимых ячеек, что, в отличие от традиционной конвейерной системы, реализует более высокий уровень автоматизации и скорости обработки багажа с одной стороны и более бережное отношение к чемоданам путешественников с другой. В аэропорту проложены 12 километров традиционных конвейеров со скоростью движения 1 м/с и 20 километров линий для багажных ячеек со скоростью движения до 7 м/с. Автоматизированные стойки самостоятельной регистрации (CUSS) и сдачи багажа (англ: Self Service Baggage Check-in или Self Service Bag Drop или Common Use Bag Drop (CUBD) расположены в разных частях аэропорта: в залах вылета, в отеле, около выхода из станции метро.

### Отели

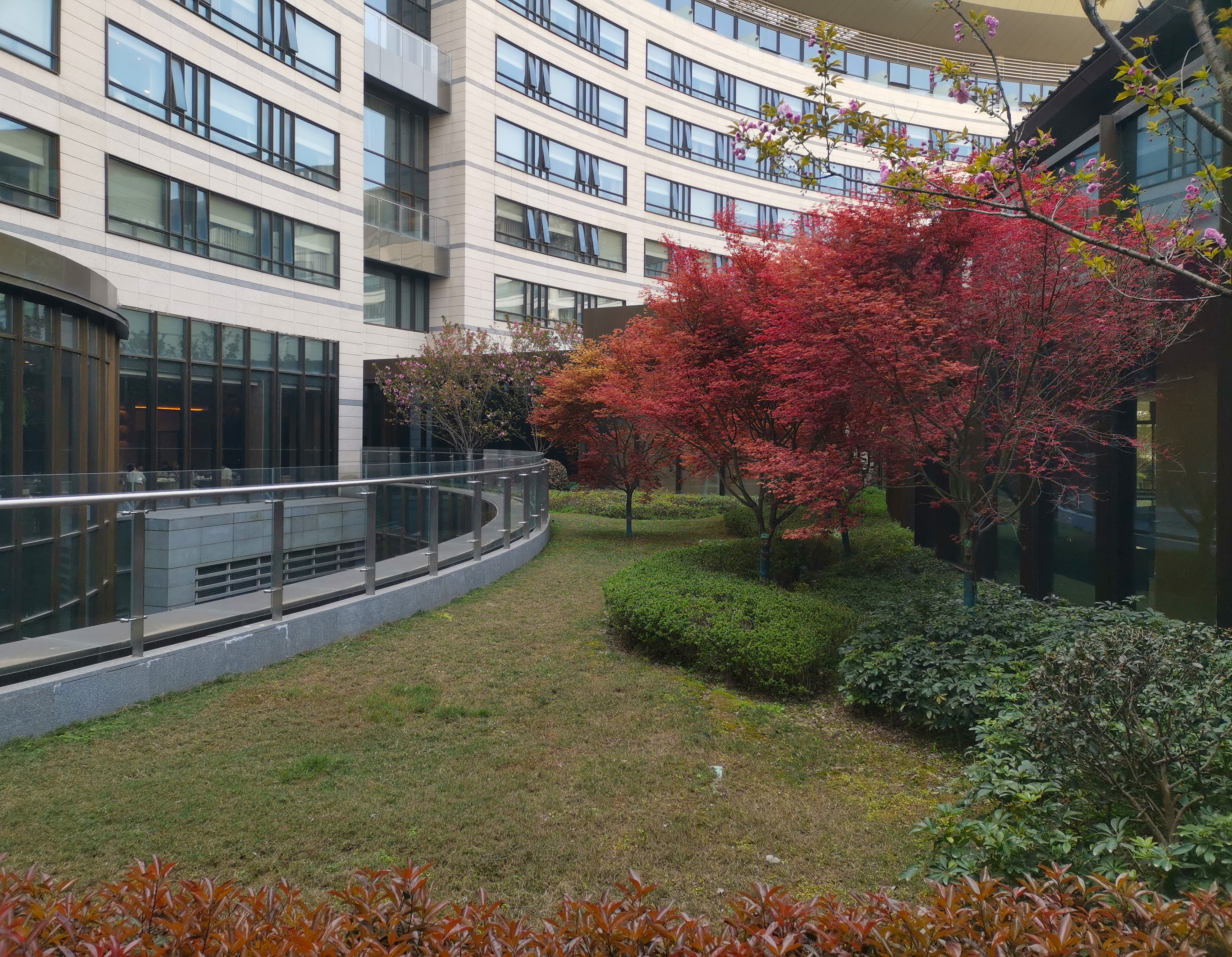
Вид из окна гостиницы на внутренний двор

Между терминалами, напротив интегрированного транспортного центра (GTC), находится кольцеообразное девятиэтажное здание высотой 37,8 м. В нём расположились два отеля 5* — 天府空港悦享酒店 (англ.: Yuexiang Hotel или Joyhub Cheer Hotel) и 天府空港雲享酒店 (англ.: Yunxiang Hotel или Joyhub Air Hotel). В отелях суммарно 877 номеров. В бассейн имеют доступ только постояльцы Joyhub Air Hotel. В отеле расположена стойка регистрации багажа на рейс и действует бесплатная служба хранения багажа. Дизайн отеля создан с отсылкой к «культуре Башу» (культуре царств Ба и Шу).

### Технические сооружения
Авиакомпания Sichuan Airlines вложила 950 000 000 долларов США в строительство своей базы на территории 340 000м²
Авиакомпания Air China инвестировала 6 100 000 000 юаней в строительство базы в аэропорту. Построен ремонтный ангар площадью 14290м², грузовой терминал, пищевой комбинат, общежитие для рабочих.
74 % транспортных средств, действующих в аэропорту используют альтернативные источники энергии. 25 % парковочных мест аэропорта оборудованы электрическими зарядками. Всего в аэропорту установлено 2703 точки подзарядки.

## Транспортное сообщение
Основной целью создания наземного транспортного узла (GTC) было создание инфраструктуры для быстрой и удобной смены видов транспорта.

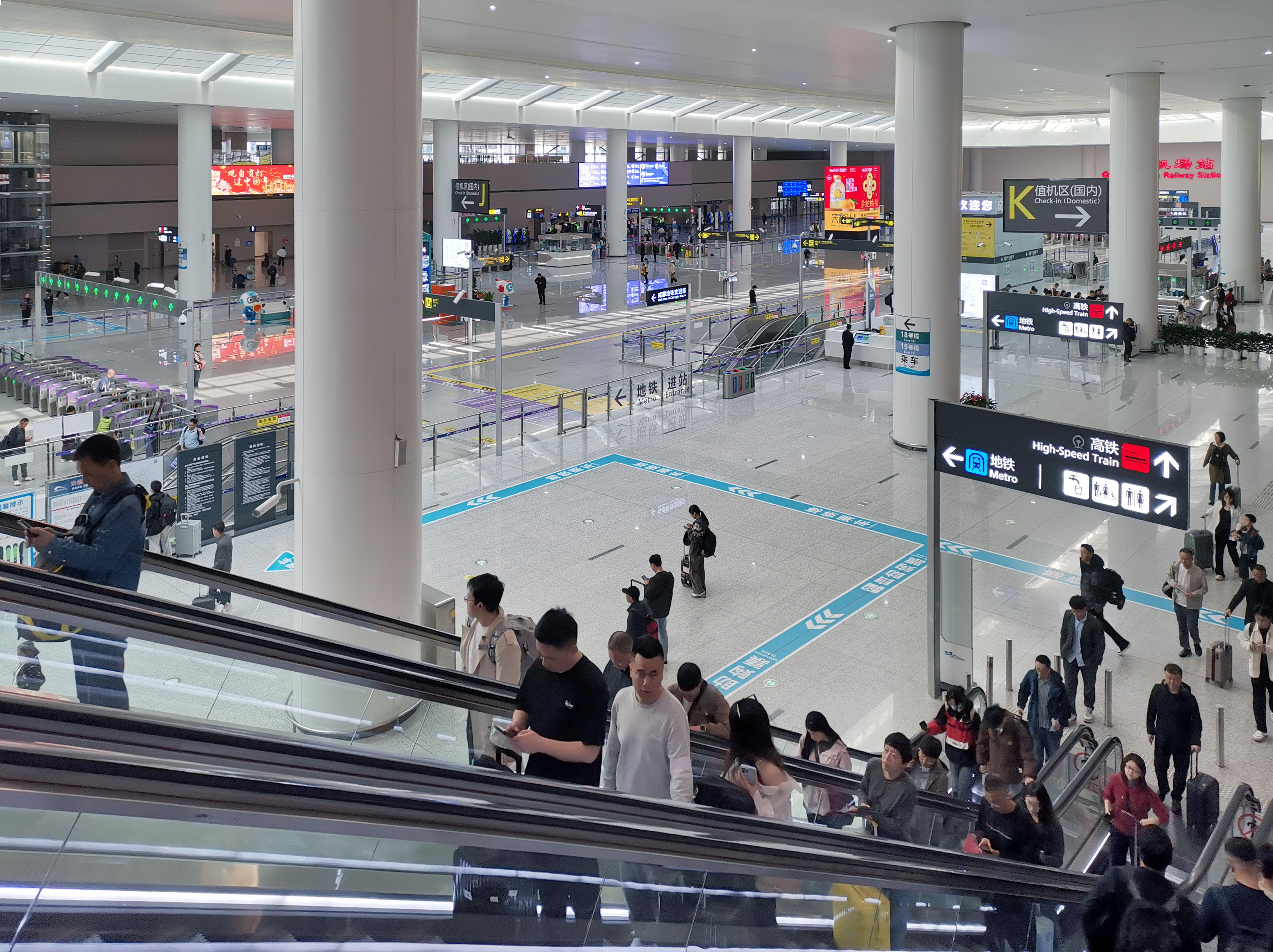
главный конкорс GTC

Расстояние от дверей выхода из зоны прилета до любого вида транспорта не превышает 500 метров.
Виды транспорта, которыми может воспользоваться прилетевший пассажир:
- обычные линии метро,
- скоростная линия метро специально для трансфера в аэропорт Шуанлю,
- автобус дальнего следования,
- рейсовые автобусы в разные районы Чэнду и аэропорт Шуанлю,
- такси,
- вызов машины через приложения (car-hailing),
- каршеринг,
- высокоскоростная железная дорога (ВСМ),
- PRT для доступа к удаленным автостоянкам (по состоянию на 2025 год ещё не эксплуатируется).[8]

### Общественный транспорт
Общественный транспорт — основной способ передвижения из аэропорта в город Чэнду и другие населенные пункты. Некоторые виды общественного транспорта доступны круглосуточно.

#### Железнодорожный транспорт
Удаленное от города расположение аэропорта предполагает железнодорожное транспортное сообщение, что и было реализовано изначально с помощью линий метрополитена. Железнодорожный пересадочный конкорс находится в непосредственной близости от выходов из терминала 1 или 2. Из него можно попасть либо на станцию метрополитена, либо на станцию ВСМ.

##### Метро

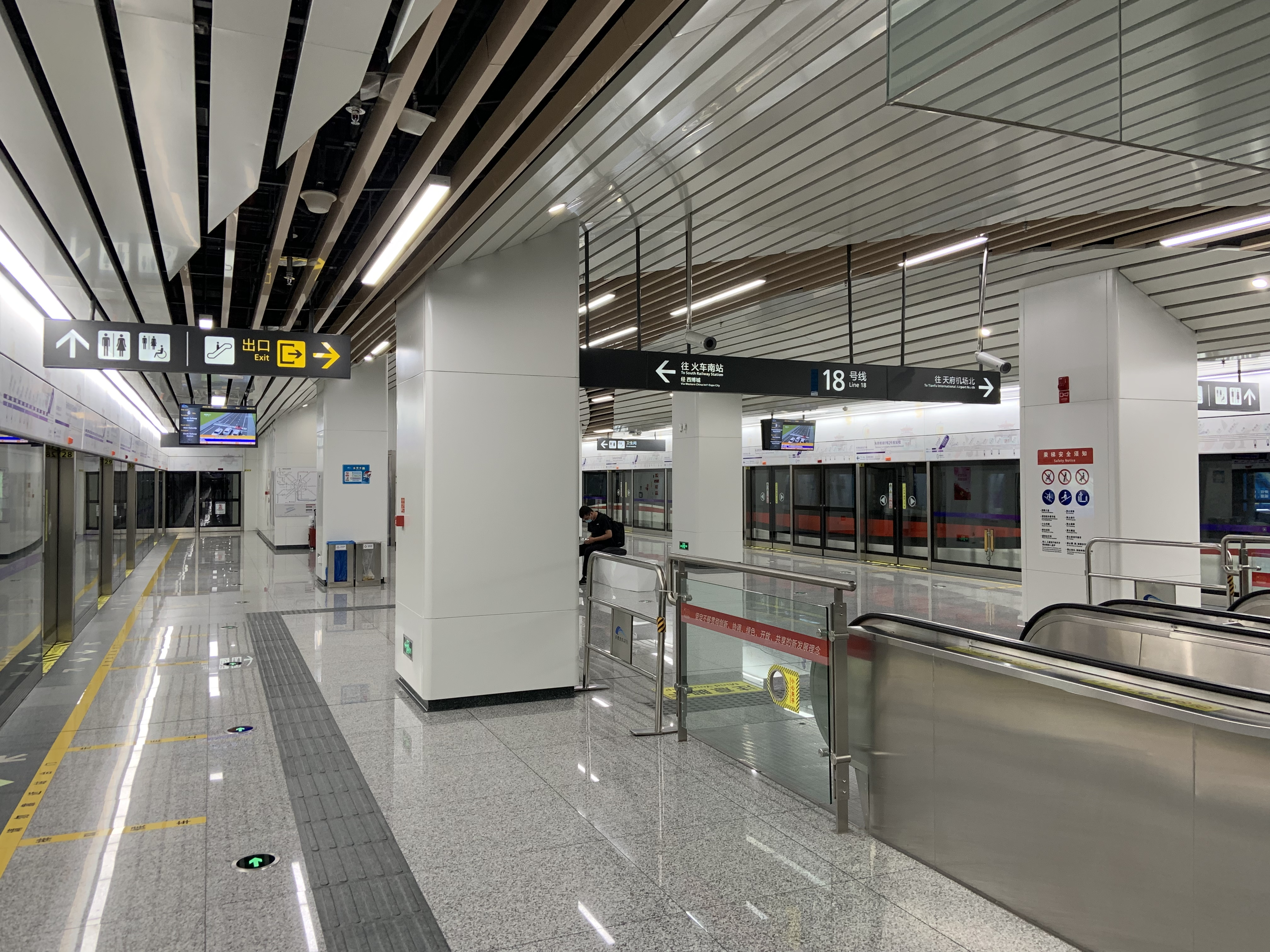
перрон метро

Через аэропорт проходят 18 и 19 линии метрополитена города Чэнду. Обе линии метро используют одни и те же платформы на станции 天府机场1号2号航站楼. На обеих линиях есть регулярные и экспресс поезда. В случае посадки на поезд с 6 утра до 23:30 вечера пассажир сможет доехать до любой станции линии. Стоимость проезда в 2025 году составляет около 10 юаней.

###### Линия 18
Была открыта 27 июня 2021 года и соединяет аэропорт с центром города Чэнду. Является одним из удобных способов трансфера в Южный железнодорожный вокзал. Время в пути от Южного железнодорожного вокзала до аэропорта составляет около 45 минут. Поезд экспресс преодолеет весь путь за 33 минуты. Скорость движения до 140 км/ч.

###### Линия 19
Была открыта 28 ноября 2023 года и, в частности, соединяет уезд Цзяньян с уездами Шуанлю и Вэньцзян. Является наиболее удобным способом трансфера в аэропорт Шуанлю. Скорость движения до 160 км/ч. На экспрессе путь займет 30 минут, а на регулярном поезде метро со всеми остановками — менее часа.

##### ВСМ

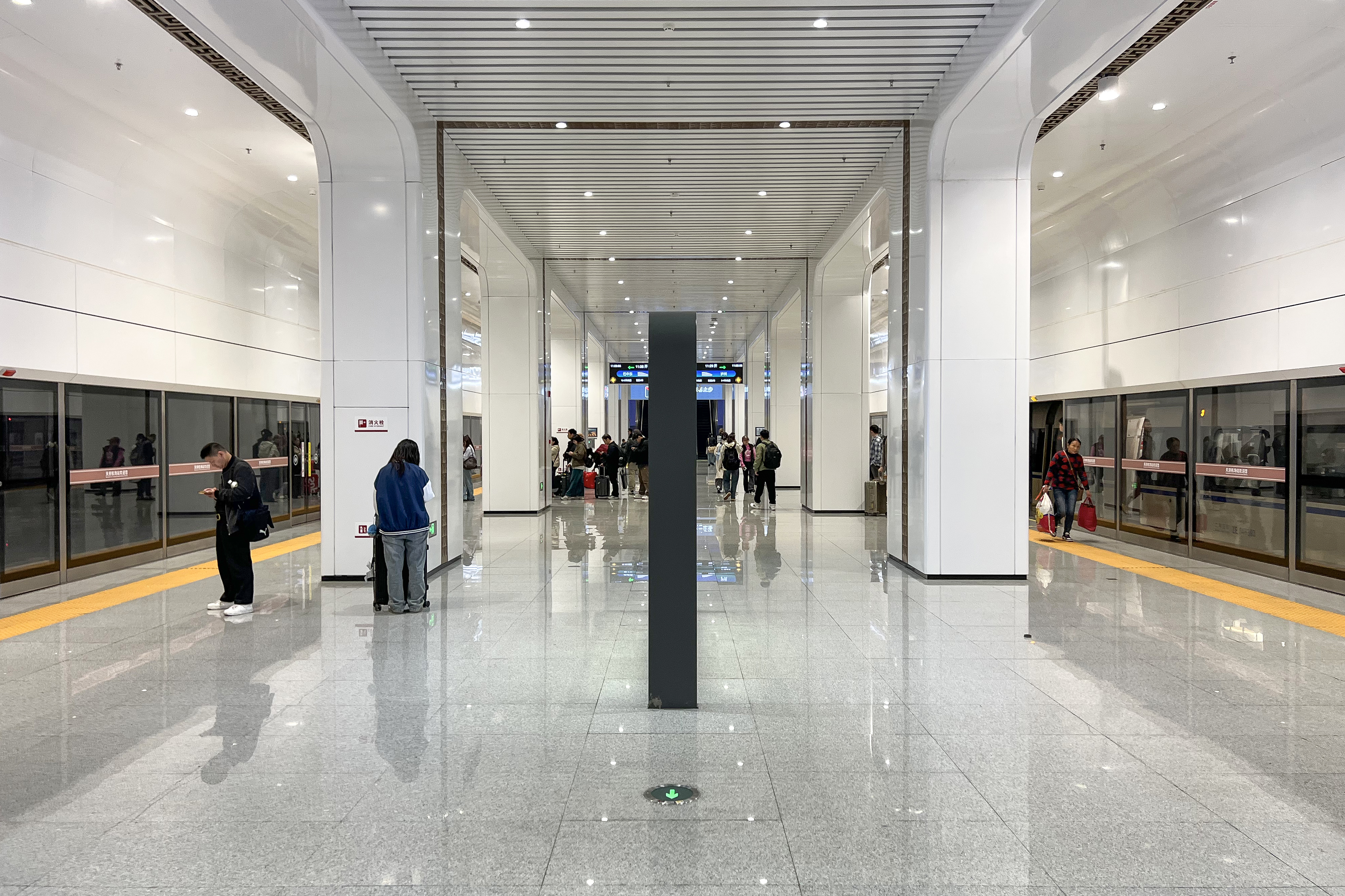
один из перронов ВСМ

Через аэропорт проходит высокоскоростная железнодорожная магистраль «Чэнду — Ибинь» (кит. 成宜高速铁路), обслуживающая аэропорт и соединяющая его также с такими населенными пунктами как Цзыян, Цзыгун. Движение открыто 26 декабря 2023 года. От аэропорта до Восточного вокзала Чэнду (кит. 成都东站) путь занимает менее 30 минут, стоимость в 2025 году — около 30 юаней. От аэропорта до города Ибинь — около часа с четвертью, стоимость в 2025 году — около 90 юаней. Поезда ходят примерно раз в полчаса с 9 утра до 9 вечера. Большая часть пути адаптирована для движения на скорости вплоть до 350 км/ч.

#### Автобусы

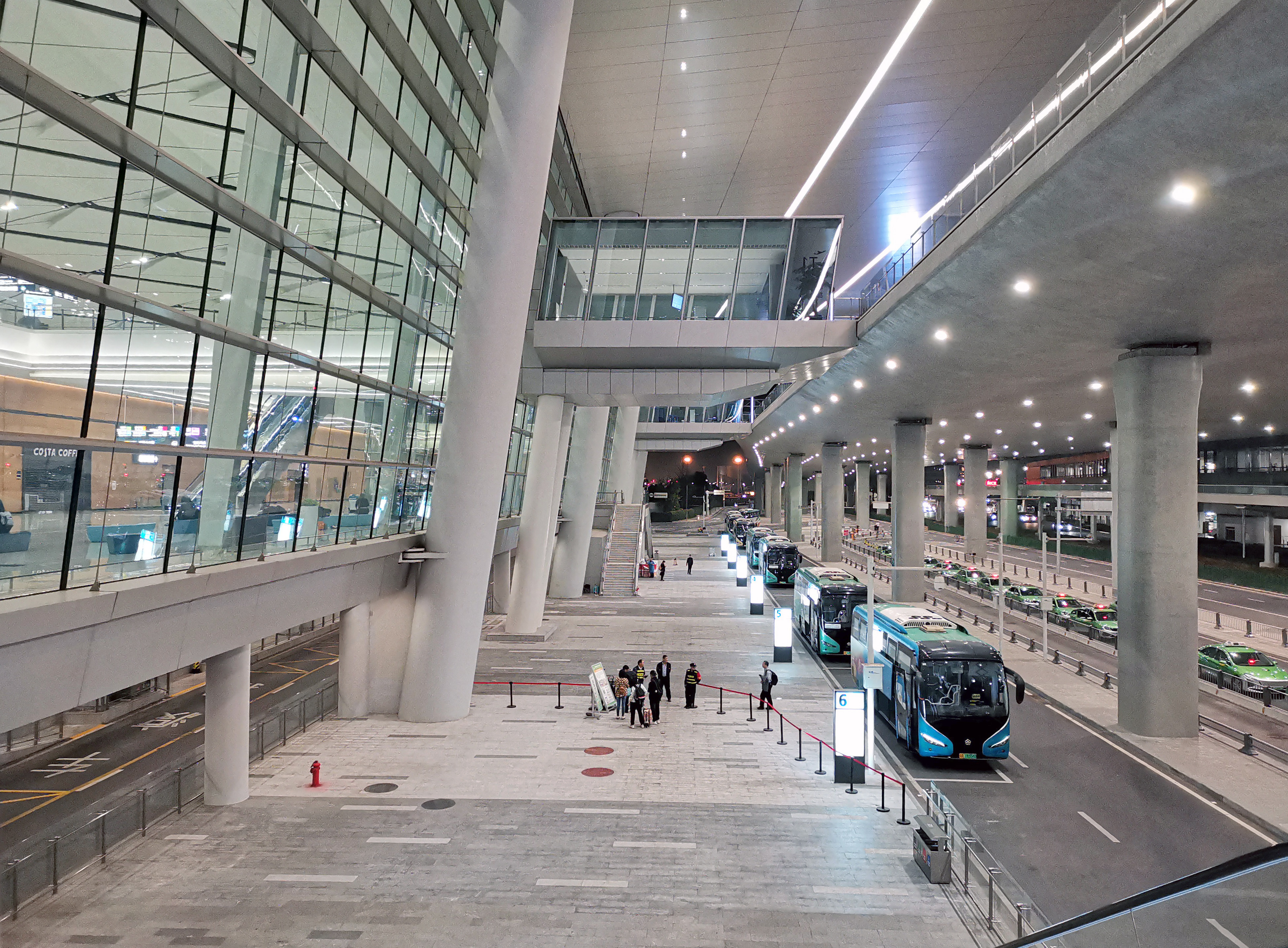
автобусный перрон аэровокзала

Автобусы экспрессы соединяют аэропорт с основными транспортными узлами Чэнду.
- Круглосуточные маршруты:
  - № 1 — через улицу Wanke до улицы Chunxi
  - № 2 — через улицу Jiannan к транспортному хабу Jinsha
  - № 3 — через перекресток третьего кольца и улицы Hangtian к автобусной станции «Зоопарк Чэнду»
- Дублирующие другие виды транспорта маршруты, действующие только в ночное время:
  - № 4 — до Восточного железнодорожного вокзала
  - № 5 — до аэропорта Шуанлю
  - № 6 — до ТЦ Globl Center

Стоимость проезда в 2025 году составляет дневное время 15 юаней, в ночное время — 25 юаней. Принцип работы автобусов — отправление по мере загрузки, но без превышения максимально определённого времени ожидания на перроне (30 мин для маршрутов № 1-№ 4, 60 мин для маршрутов № 5 и № 6. После отправления автобуса к платформе сразу подъезжает следующий.

## Показатели деятельности

### Пассажиропоток
- 2021 — 4 354 758 чел.[41]
- 2022 — 13 275 946 чел.[42]
- 2023 — 44 786 101 чел.[1]
- 2024 — 54 905 784 чел.[1]

### Маршруты
27 мая 2022 года запущена программа «Шаттл Чэнгду — Шэнчьжень» организованный авиакомпаниями Shenzhen Airlines и Air China, предусматривающая бесплатную смену рейса в пределах суток и отправление самолётов каждые полчаса.

### Авиакомпании
Аэропорт является базовым для авиакомпания Sichuan Airlines, Air China, China Eastern Airlines и других.

### Награды и рекорды
China Airport Planning and Design Institute Co. за строительный проект аэропорта получила в 2022 году награду"Highly Commended" в категории «Транспорт: аэропорты» премии FIDIC.
17 мая 2022 получил статус «5 звезд» в категории «Региональный аэропорт» по версии Skytrax.
За оформление гостиниц аэропорта получена в 2023 году награда «Platinum Winner» среди профессионалов в подгруппе «Внутреннее освещение гостиниц и объектов гостеприимства» категории «Дизайн света» премии MUSE Design Awards.

## Достопримечательности
В терминалах аэропорта расположены несколько арт объектов. Часть из них украшают внутренние дворики терминалов, иные установлены в залах аэропорта.
В Терминале 1 общедоступна композиция «Гнездо» из серебряных бамбуковых лестниц художника 沈烈毅.

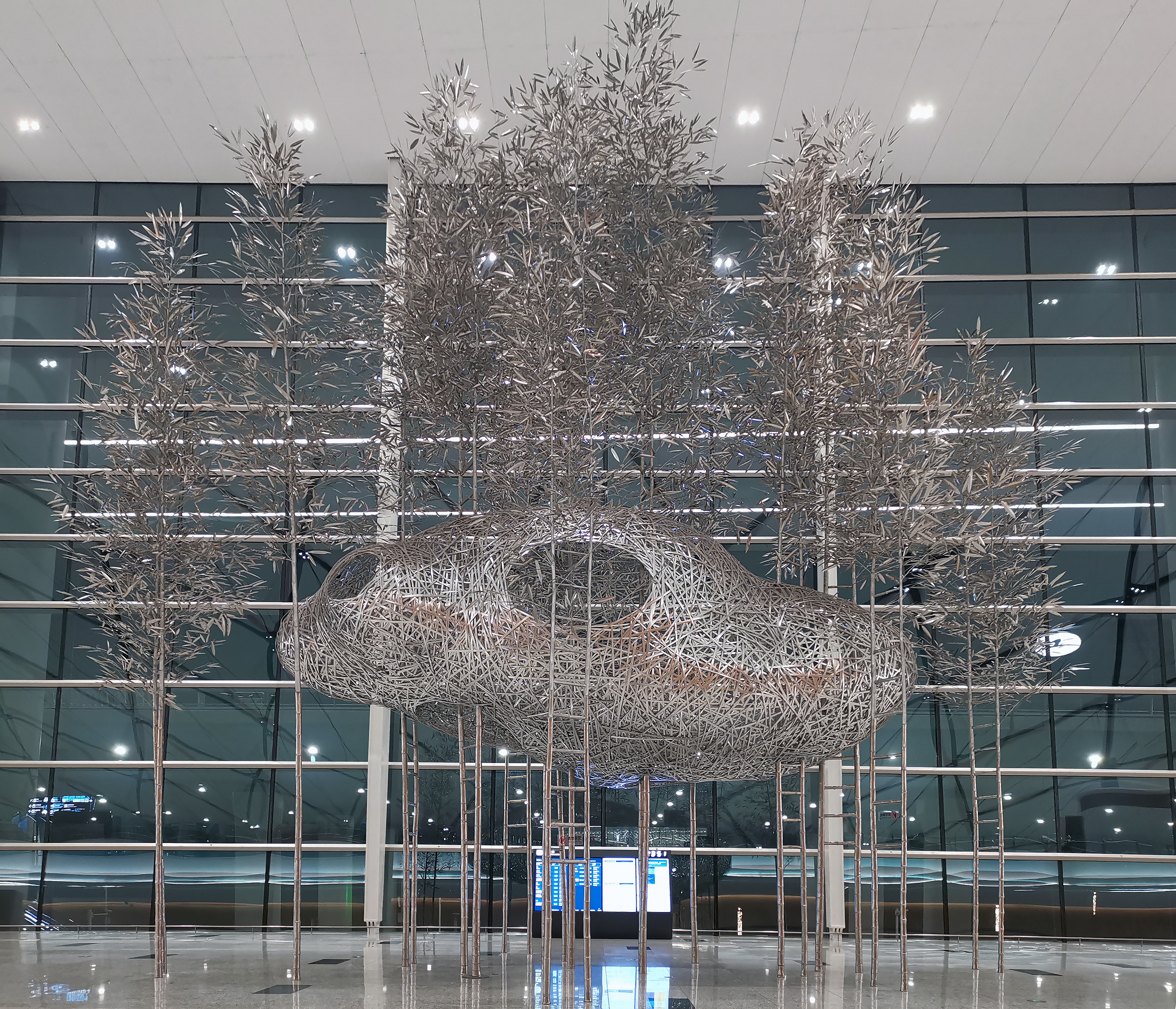
Гнездо

В чистой зоне международных вылетов расположена скульптурная композиция «Бабочки, трепещущие над цветами гибискуса».

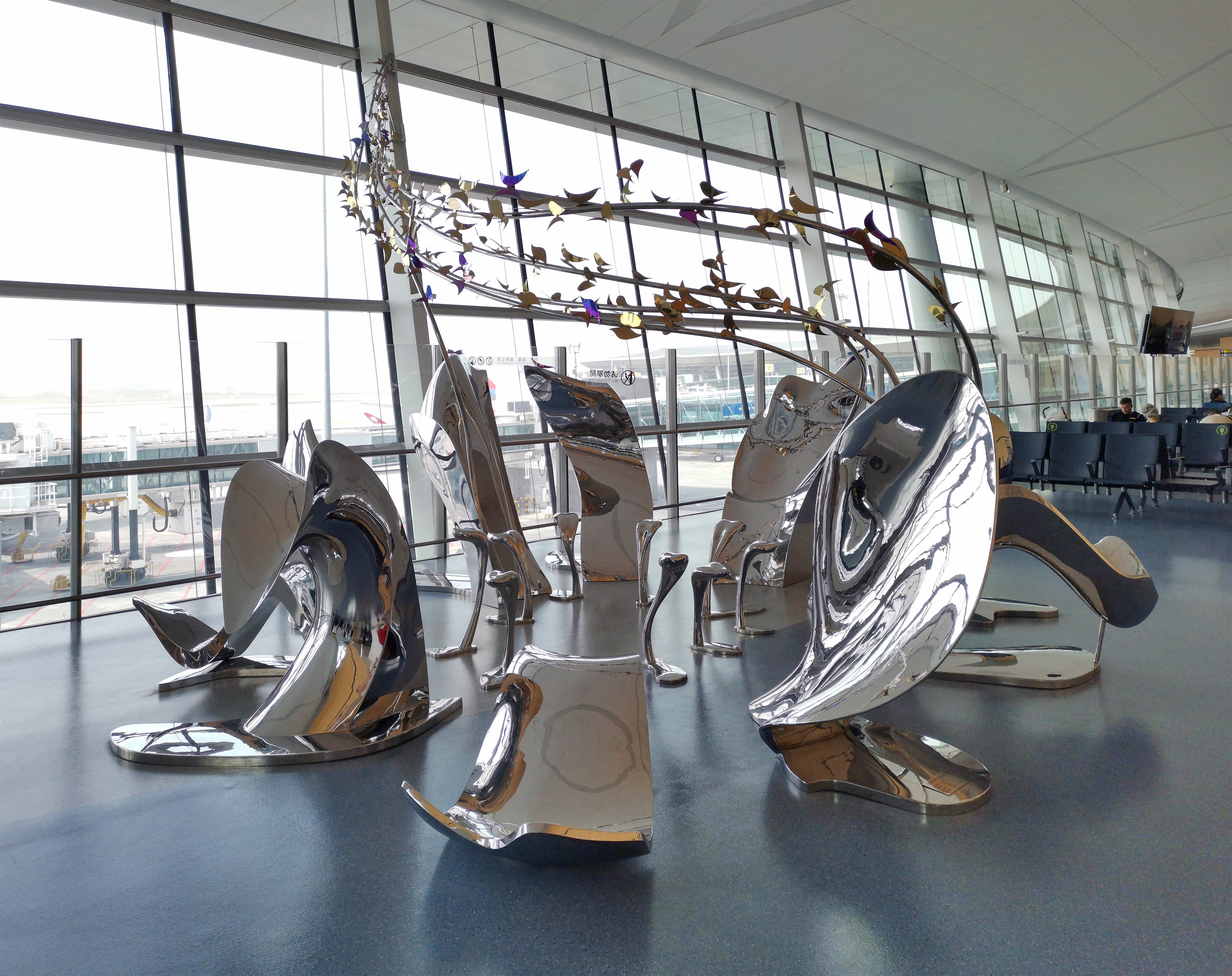
Гибискус

В Терминале 2 расположены утилитарные композиции «Тень» и «Бесконечность».
На въезде в аэропорт в парковой зоне (недоступной для прогулок в 2025 году) установлена крупная скульптура панды. В темноте панда Tuan Tuan светится, так как под каждым из 16 000 стальных листков, формирующих скульптуру, находится светодиод.

## Знаковые события
В 15 сентября 2023 года впервые в мире в работу введён беспилотный телетрап большого радиуса с уровнем автоматизации L4.

## Критика
13 сентября 2023 года было отказано в посадке на рейс авиакомпании Chengdu Airlines пассажиру с заболеванием раком. Этот отказ высветил проблему отсутствия единого стандартного набора критериев для допуска на борт пассажиров с заболеваниями.

## Перспективы
Ещё на этапе проектирования аэропорта запланирована возможность расширения аэропорта вдвое. В случае необходимости будут достроены ещё два здания терминалов и 3 ВПП. В таком случае пропускная способность всех терминалов площадью 1,4 млн.м². составит 120 млн пассажиров в год и 2,8 млн.т. грузов и почты.
В аэропорту смонтирована первая в Азии система PRT, предполагающая использование 22 беспилотных кабин, двигающихся по выделенной трассе. За проект отвечала с китайской стороны компания Kunming Airport Equipment Division, а поставщиком решения выступила компания UltraMTS. Однако, несмотря на то, что трасса длиной около 4 километров с 4 станциями построена ещё к открытию аэропорта, система не функционирует и в 2025 году.